# Prakuta
Prakuta es la Tierra Pura del Buda Amoghasiddhi.

## Descripción
Prakuta es la tierra pura septentrional, que es gobernado por el buda verde Amoghasiddhi, el cual es el buda del elemento aire, 
Prakuta es mencionado en el Bardo Thodol o Libro Tibetano de los Muertos, en el cual se describe esta tierra gobernada por Amoghasiddhi, sentado en un trono de águila y llevando un vajra (Diamante o trueno diamantino) en forma de cruz.

## Libro de los muertos
En el libro tibetano de los muertos, se cuenta la leyenda, que aquel que desencarne o deje este plano físico, su continuo mental pasará por los distintos Bardos y estadios por el cual transitan los continuos mentales de todos los muertos
Uno de esos estadios por los que pasarán, será precisamente la tierra pura de Prakuta, que es gobernada por el Buda Amoghasiddhi.
Cuenta el Bardo Thodol, que aquel que tenga mucha envidia en su corazón, deberá orar de la siguiente manera:

"¡Hey! Cuando vague por el ciclo de vida impulsado por una fuerte envidia, (Diga)
Que el Señor Amoghasiddhi me lleve por el camino
de la luz clara de la sabiduría que todo lo abarca!
Que su consorte de Buda Samayatara me respalde en el camino,
líbrame de los peligrosos y estrechos pasadizos del camino espiritual,
y llévame a la perfecta Budeidad!

Se cree que el que renace en la tierra de Prakuta, tiene garantizado alcanzar la budeidad, y por lo tanto, puede obtener un cuerpo búdico, que en el caso particular de Prakuta, es el cuerpo de perfecta beatitud.